# Alissonotum binodulum
Alissonotum binodulum är en skalbaggsart som beskrevs av Leon Fairmaire 1891. Alissonotum binodulum ingår i släktet Alissonotum och familjen Dynastidae. Inga underarter finns listade i Catalogue of Life.